# Nicolas Pétorin
Nicolas Petorin, né le 24 juin 1972 à Niort, est un patineur artistique français. Il a été vice-champion de France en 1992 et a participé aux Jeux olympiques d'hiver d'Albertville en 1992.

## Biographie

### Carrière sportive
Nicolas Pétorin est initié au patinage par sa sœur aînée Isabelle. C'est lors d'un championnat de France espoir en 1982 que le jeune patineur est approché par Didier Gailhaguet, entraîneur national qui officie à la patinoire de Champigny-sur-Marne, pour demander au jeune niortais de dix ans de venir travailler avec lui en Île-de-France. L'accord parental obtenu, il quitte son école primaire Niort Pasteur l'année suivante, pour le centre de formation de Champigny où il va suivre un entraînement sportif de haut niveau tout en poursuivant des études secondaires en parallèle (Il est accompagné de sa sœur Isabelle Pétorin qui deviendra professeur de patinage à Tours en 1996).
Au niveau junior, il représente la France à trois mondiaux (1989 à Sarajevo, 1990 à Colorado Springs et 1991 à Budapest).
Lors des championnats de France 1991 à Reims, il accorde une interview au journal L'Humanité, le 15 décembre 1990, dans laquelle il parle du manque de liberté des sportifs de haut niveau : "Libre ? La liberté est une impossibilité matérielle pour nous. Nous sommes coincés entre l’activité professionnelle future et les résultats sportifs qui doivent impulser cette reconversion. J’en suis loin, certes, mais l’idée est présente en mon esprit…". Il parle également de ses difficultés à patiner lors des compétitions : "C’est mon principal défaut. Pas le manque de rigueur, mais la présence face au public. J’ai un tempérament réservé, sans doute à cause d’une timidité que je ne peux camoufler."
La saison 1991/1992 va être la meilleure de sa carrière sportive. En décembre, Nicolas Pétorin devient vice-champion de France sur la patinoire d'entraînement de Philippe Candeloro à Colombes. Ce dernier qui se remet tout juste d'un accident de moto, va vivre selon lui ces championnats nationaux comme une injustice. À l'issue d'une compétition très serrée, celui-ci ne prend que la médaille de bronze derrière Éric Millot et Nicolas Pétorin. La France n'ayant que deux places pour les championnats d'Europe et les Jeux olympiques à venir, la FFSG (Fédération française des sports de glace) décide de sélectionner les deux patineurs placés sur les deux premières marches du podium. Nicolas Pétorin réussit donc de justesse à se qualifier pour les deux compétitions. Il participe à ses premiers championnats européens à Lausanne en janvier 1992, et y prend une très encourageante 6e place devant le champion de France Éric Millot qui n'est que 8e. Ce bon résultat conforte le choix de la fédération d'envoyer Nicolas aux Jeux olympiques d'hiver de février 1992 organisés en France à Albertville. Mais la réussite ne sera pas la même qu'en Suisse, puisque Nicolas ne se classe que 14e de la compétition olympique, juste devant Éric Millot qui est 15e. Après cette contre-performance, la fédération choisit d'envoyer Philippe Candeloro et Axel Médéric aux mondiaux de mars 1992 à Oakland. Nicolas ne participera jamais aux championnats du monde seniors.
Il quitte les compétitions sportives après les championnats nationaux 1996.

## Palmarès
| Compétition                   | 1988    | 1989    | 1990    | 1991    | 1992    | 1993    | 1994    | 1995    | 1996    |  |  |  |  |  |
| Jeux olympiques d'hiver       |         |         |         |         | 14e     |         |         |         |         |  |  |  |  |  |
| Championnats du monde         |         |         |         |         |         |         |         |         |         |  |  |  |  |  |
| Championnats d’Europe         |         |         |         |         | 6e      |         |         |         |         |  |  |  |  |  |
| Championnats de France        | 4e      | 3e      | 4e      | 3e      | 2e      | 3e      | 4e      | 4e      | 6e      |  |  |  |  |  |
| Championnats du monde juniors |         | 4e      | 7e      | 3e      |         |         |         |         |         |  |  |  |  |  |
|                               |         |         |         |         |         |         |         |         |         |  |  |  |  |  |
| Grand Prix ISU                | 1987/88 | 1988/89 | 1989/90 | 1990/91 | 1991/92 | 1992/93 | 1993/94 | 1994/95 | 1995/96 |  |  |  |  |  |
| Skate America                 |         |         |         |         |         |         |         |         | 9e      |  |  |  |  |  |
| Skate Canada                  |         |         |         | 9e      | 9e      |         |         |         |         |  |  |  |  |  |
| Coupe d'Allemagne             |         |         |         |         |         | 4e      |         | 11e     | 10e     |  |  |  |  |  |
| Trophée de France             |         | 9e      |         | 6e      | 9e      |         | 6e      | 12e     |         |  |  |  |  |  |
| Légende : F = Forfait         |         |         |         |         |         |         |         |         |         |  |  |  |  |  |

## Liens et Sources
- "Le livre d'or du patinage" d'Alain Billouin, édition Solar, 1999

- Ressource relative au sport :   - Olympedia
- (en) Profil olympique de Nicolas Pétorin sur sports-reference.com (archivé)